# Presidentes da Câmara Municipal de Pontevedra
O presidente da Câmara de Pontevedra (alcalde em espanhol) é o responsável pela presidência do município (ayuntamiento) da cidade de Pontevedra em Espanha. Actualmente, o presidente da câmara é Miguel Anxo Fernández Lores.

## Antes da Restauração Bourbon
Os presidentes da câmara de Pontevedra deste período incluem Claudio González Zúñiga em 1823, Valentín García Escudero na década de 1860 e José Vilas García em 1870.

## Restauração Bourbon na Espanha

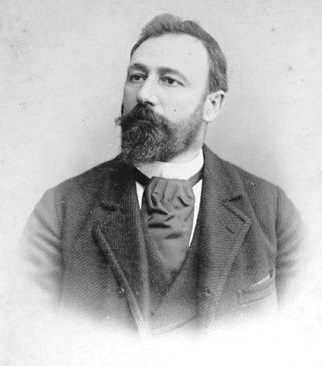
Ángel Cobián Areal.

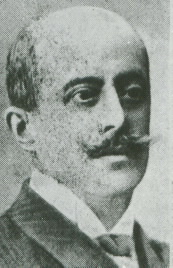
José Riestra López, Marquês de Riestra.

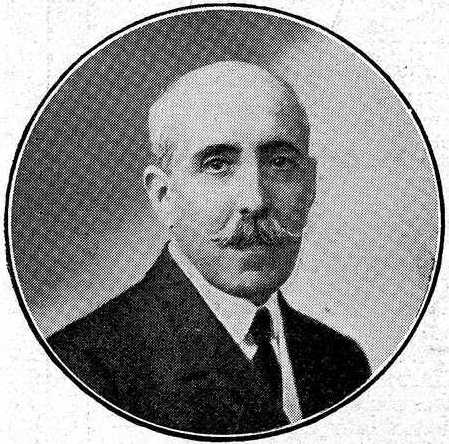
Ernesto Caballero Bellido.

- -1879: Nicolas María Feijóo Taboada
- 1879–1880 : Alejandro Mon Landa
- 1883-1885 : Antonio Vázquez Limeses
- 1885-1887 : José López Pérez
- 1887-1890 : Isidoro Martínez Casal
- 1890–1890 : Inocencio Acevedo Caballero
- 1891–1893: Ángel Cobián Areal
- 1894-1895 : Víctor Mendoza Muñoz
- 1895–1896 : José Riestra López
- 1897-1897 : Bernardo López Suárez
- 1897–1898 : Carlos Casas Medrano
- 1898–1899 : Pedro Martínez Casal
- 1899-1899 : Ernesto Caballero Bellido
- 1900-1900 : Víctor Mendoza Muñoz
- 1901-1902: Bernardo López Suárez
- 1902-1904: Ángel Limeses Castro
- 1904-1905: Bernardo López Suárez
- 1905-1909 : Manuel Becerra Armesto
- 1909-1912: Javier Puig Lamas
- 1912-1914 : Pedro Martínez Casal
- 1914-1915 : Andrés Corbal Hernández
- 1915-1917 : Luis Boullosa Mariño

Em 1917, a lei foi alterada para que o presidente da câmara das capitais de província fosse eleito pelo conselho municipal e já não directamente pelo governo:
- 1918-1920: Javier Vieira Durán
- 1920-1920 : Marcelino Candendo Paz
- 1920-1921 : Avelino Silva Güimil
- 1921-1921 : Marcelino Candendo Paz
- 1921-1923 : José Paz Vidal

Em 1922, o governo de José Sánchez Guerra voltou à eleição directa do presidente da câmara municipal das capitais provinciais:
- 1923-1923 : Juan Aboal
- 1924-1924 : César Garcia Solís
- 1924-1924 : Eusebio Lerones Balbás
- 1924-1928 : Mariano Hinojal Olmedo
- 1928-1928 : Manuel Lesteiro Martínez
- 1928-1930 : Remigio Hevia Marinas
- 1930-1930 : Marcelino Candendo Paz
- 1930-1931 : Manuel Helmetiro Paz

## Segunda República

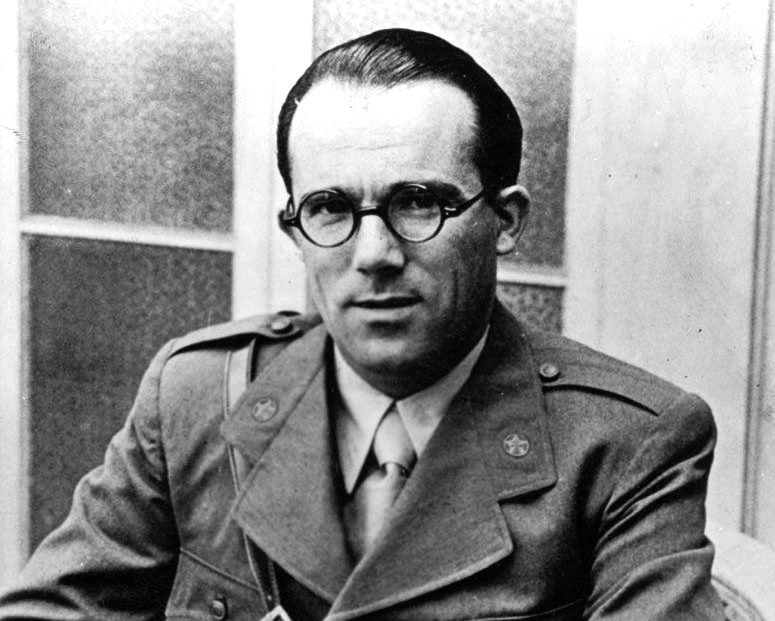
Bibiano Fernández Osorio-Tafall.

- 1931-1934 : Bibiano Fernández Osorio-Tafall
- 1934-1934 : Ramón Segura de la Garmilla
- 1934-1936 : Vicente Quinta Somoza

## Franquismo
- 1936-1936 : Tomas Abeygón Pazos

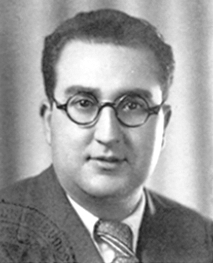
José Filgueira Valverde.

- 1936-1936 : Bibiano Fernández Osorio-Tafall
- 1936-1936 : Manuel García Filgueira
- 1937-1937 : Eladio Becerril González
- 1937-1939 : Ernesto Baltar Santaló
- 1939-1942 : Remigio Hevia Marinas
- 1943-1943 : Luís de Toledo Freire
- 1943-1944 : Luis Ponce de León Cabello
- 1944-1949 : Calixto González Posada
- 1949–1952 : Remigio Hevia Marinas
- 1952–1957 : Juan Argenti Navajas
- 1957–1959 : Prudencio Landín Carrasco
- 1959-1968 : José Filgueira Valverde
- 1968-1970 : Ricardo García Borregón
- 1970-1974 : Augusto García Sánchez
- 1974-1979 : Joaquín Queizán Taboada

## Período democrático

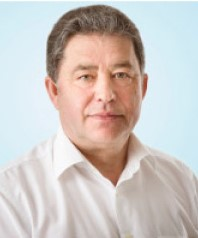
Miguel Anxo Fernández Lores.

- 1979–1983 : José Rivas Fontán – UCD
- 1983–1987 : José Rivas Fontán – AP
- 1987–1991 : José Rivas Fontán – Independentes da Galiza
- 1991–1995 : Francisco Javier Cobián Salgado – PP
- 1995–1999 : Juan Luis Pedrosa Fernández – PP
- 1999–2003: Miguel Anxo Fernández Lores – BNG
- 2003–2006: Miguel Anxo Fernández Lores – BNG
- 2006–2007: Miguel Anxo Fernández Lores – BNG
- 2007–2011: Miguel Anxo Fernández Lores – BNG
- 2011–2015 : Miguel Anxo Fernandez Lores - BNG
- 2015-2019 : Miguel Anxo Fernandez Lores - BNG
- desde 2019 : Miguel Anxo Fernandez Lores - BNG

### Artigos relacionados
- Câmara Municipal de Pontevedra